# Bathippus pahang
Bathippus pahang är en spindelart som beskrevs av Zhang J., Song D., Li D. 2003. Bathippus pahang ingår i släktet Bathippus och familjen hoppspindlar. Inga underarter finns listade.